# Groot touwtjesmos
Groot touwtjesmos (Anomodon viticulosus) is een mossoort uit het geslacht Anomodon. Het groeit onder meer in uiterwaardbossen op de voeten van wilg, es en populier.

## Determinatie
Groot touwtjesmos vormt sterke, tot vierkante meter grote, gele of frisgroene, niet-glanzende gazons. De opgaande secundaire stengels of takken ontstaan uit de kruipende primaire stengels, deze zijn weinig vertakt. De takbladeren zijn 2–3 mm lang, geleidelijk smaller wordend tot een stompe punt vanaf een brede basis. De vaak golvende bladranden zijn vlak tot gedeeltelijk omgeslagen. De sterke bladnerf eindigt voor de bladpunt.
De bladcellen in het bovenste deel van het blad zijn afgerond tot veelvlakkig, dunwandig, ondoorzichtig, hebben meerdere papillen per cel en zijn in het midden van het blad 8–13 µm groot. In het midden van de bladbasis zijn ze transparant, dikwandig, rechthoekig tot langwerpig en hebben geen papillen.
Bij deze soort worden vaak sporogonen gevormd. De seta is rood en 8–16 mm lang, het sporenkapsel rechtopstaand tot licht hellend, cilindrisch, recht tot licht gebogen, het operculum kort en krom gebogen.
De planten zijn tweehuizig.

## Ecologie
De soort komt voor in loofbossen op eutrofe substraten. Het groeit vooral op de boomvoeten en stoven van wilgen, essen en populieren. In het bijzonder is de soort te vinden in grienden en hakhoutbossen op rivierklei.

### Syntaxonomie
Groot touwtjesmos is een kensoort van de touwtjesmos-associatie (Sciurohypno-Anomodontetum), een zeldzame associatie uit de kringmos-klasse (Neckeretea).

## Verspreiding
Het mos komt voor op het noordelijk halfrond: Europa, grote delen van Azië, Noord-Afrika, Noord- en Midden-Amerika. In Europa is het vrij algemeen als bergmos van de lagere hoogten vanaf de heuveltrede, maar zeldzaam op de vlakten.
Groot touwtjesmos is in Nederland en Vlaanderen een zeldzame soort. In Nederland staat het op de rode lijst in de categorie 'Kwetsbaar'. In de 19de eeuw waren sporenkapsels tamelijk algemeen, maar sinds 1900 vindt men ze nog maar sporadisch.

## Fotogalerij

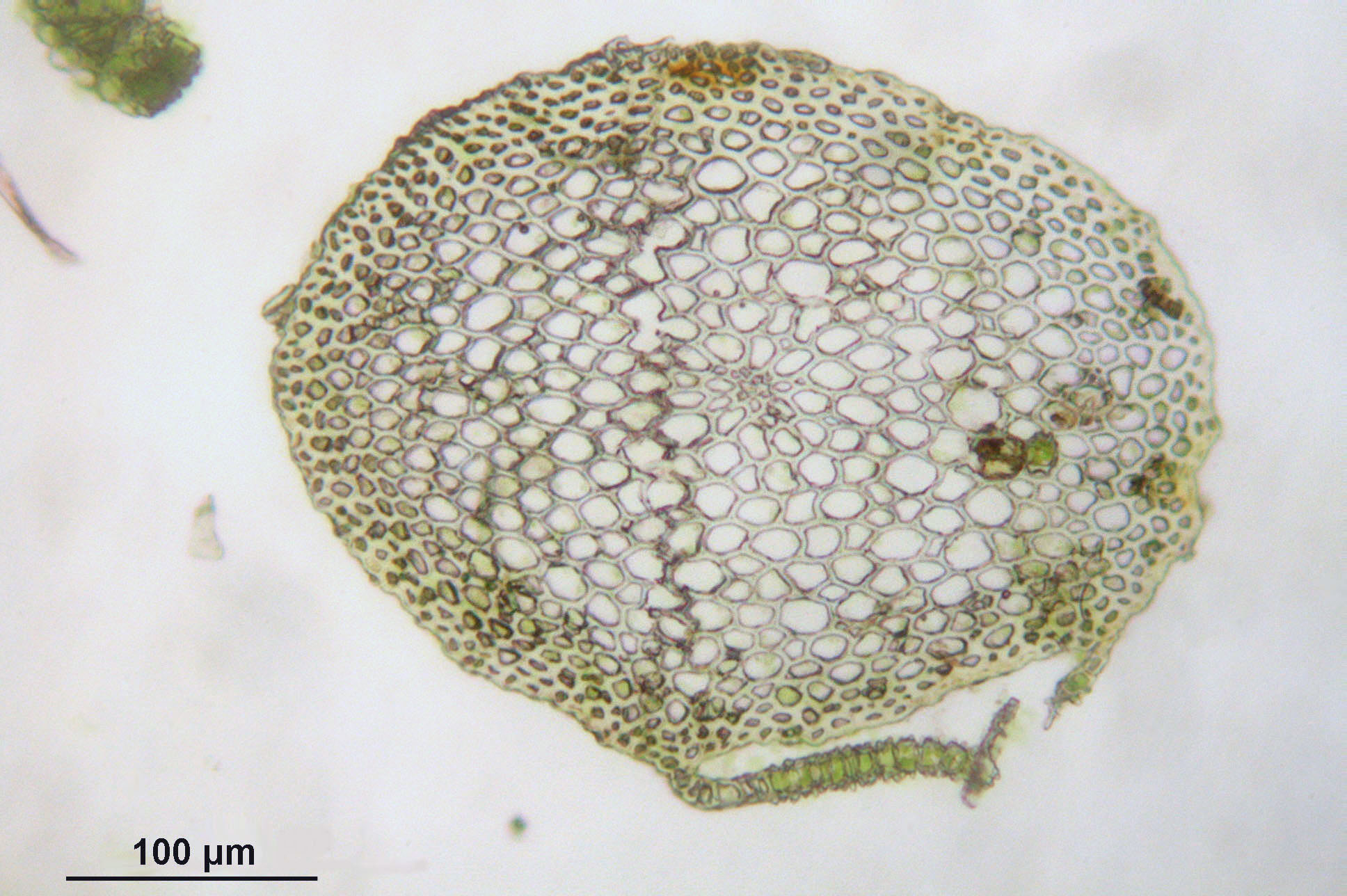
Stengeldoorsnede
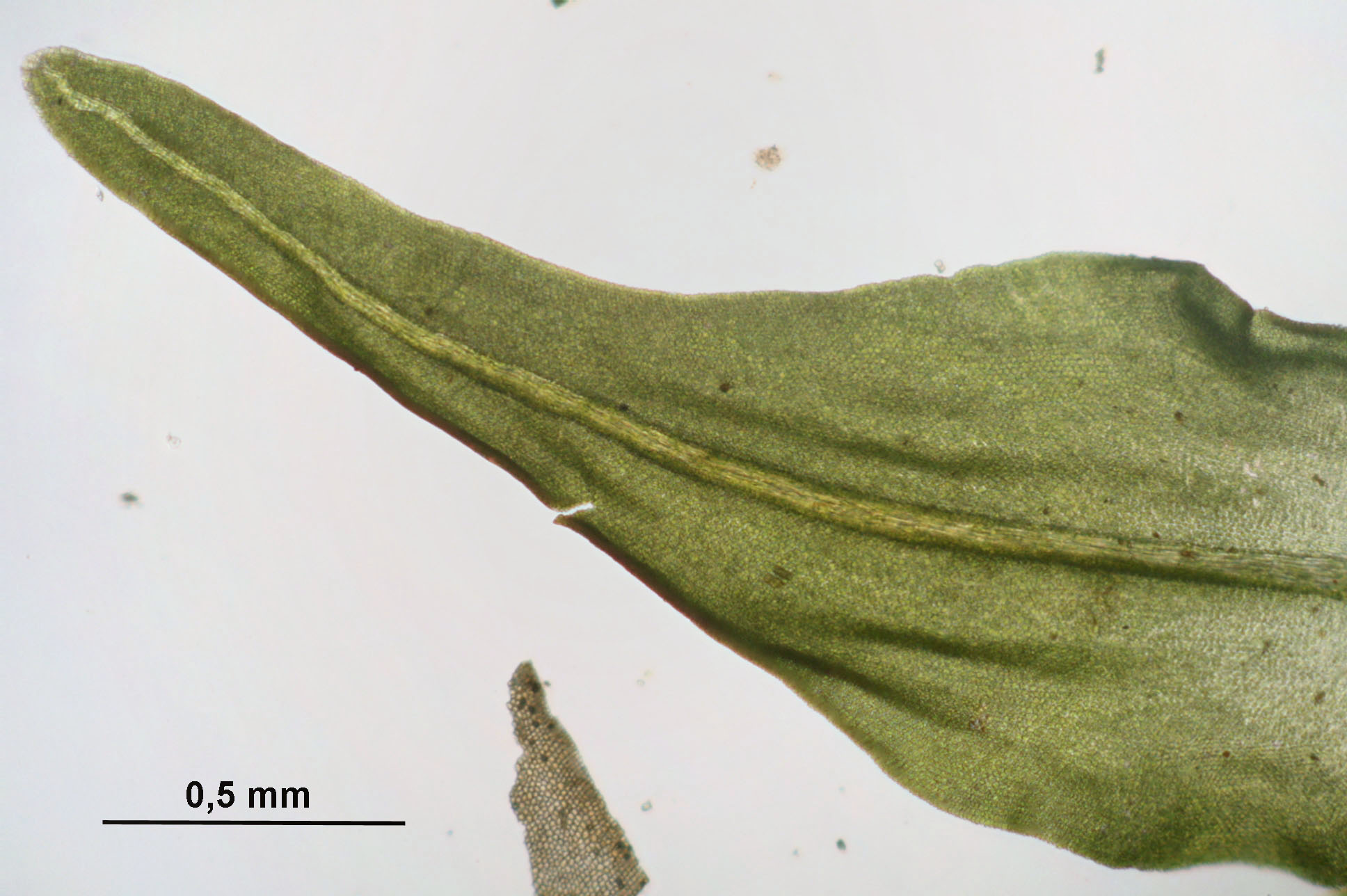
Blad
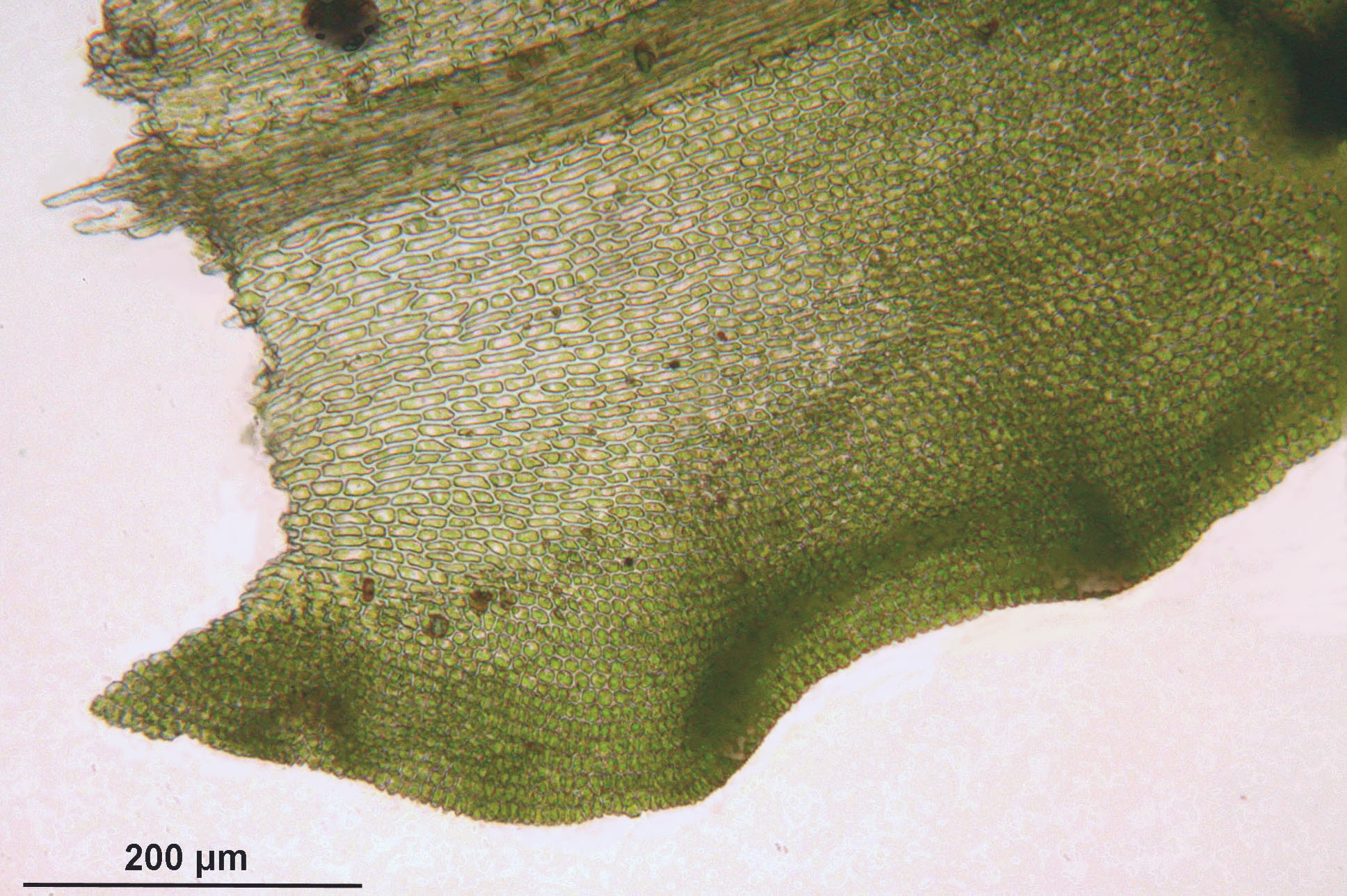
Bladcellen bladvoet
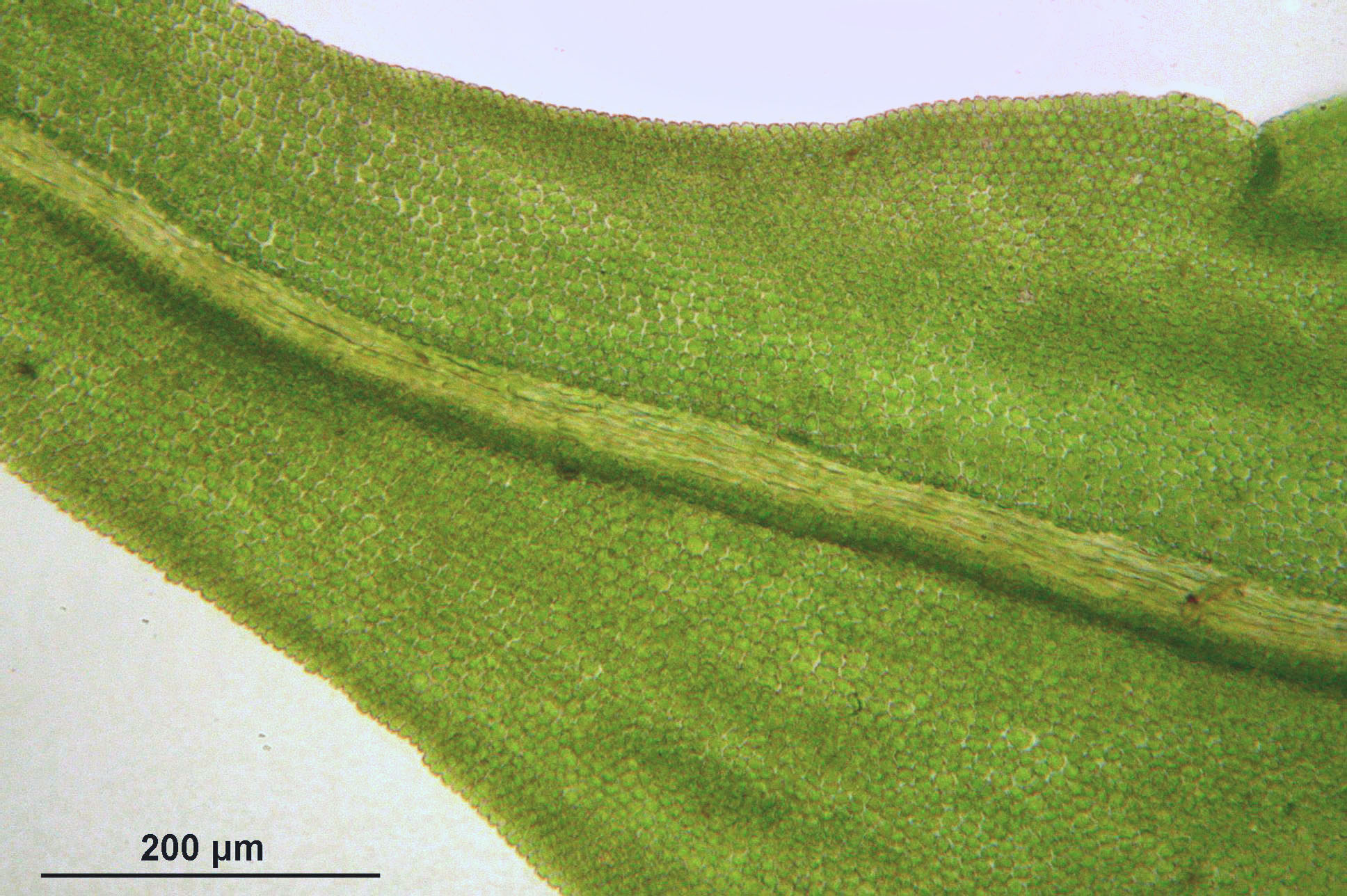
Bladcellen bladmidden
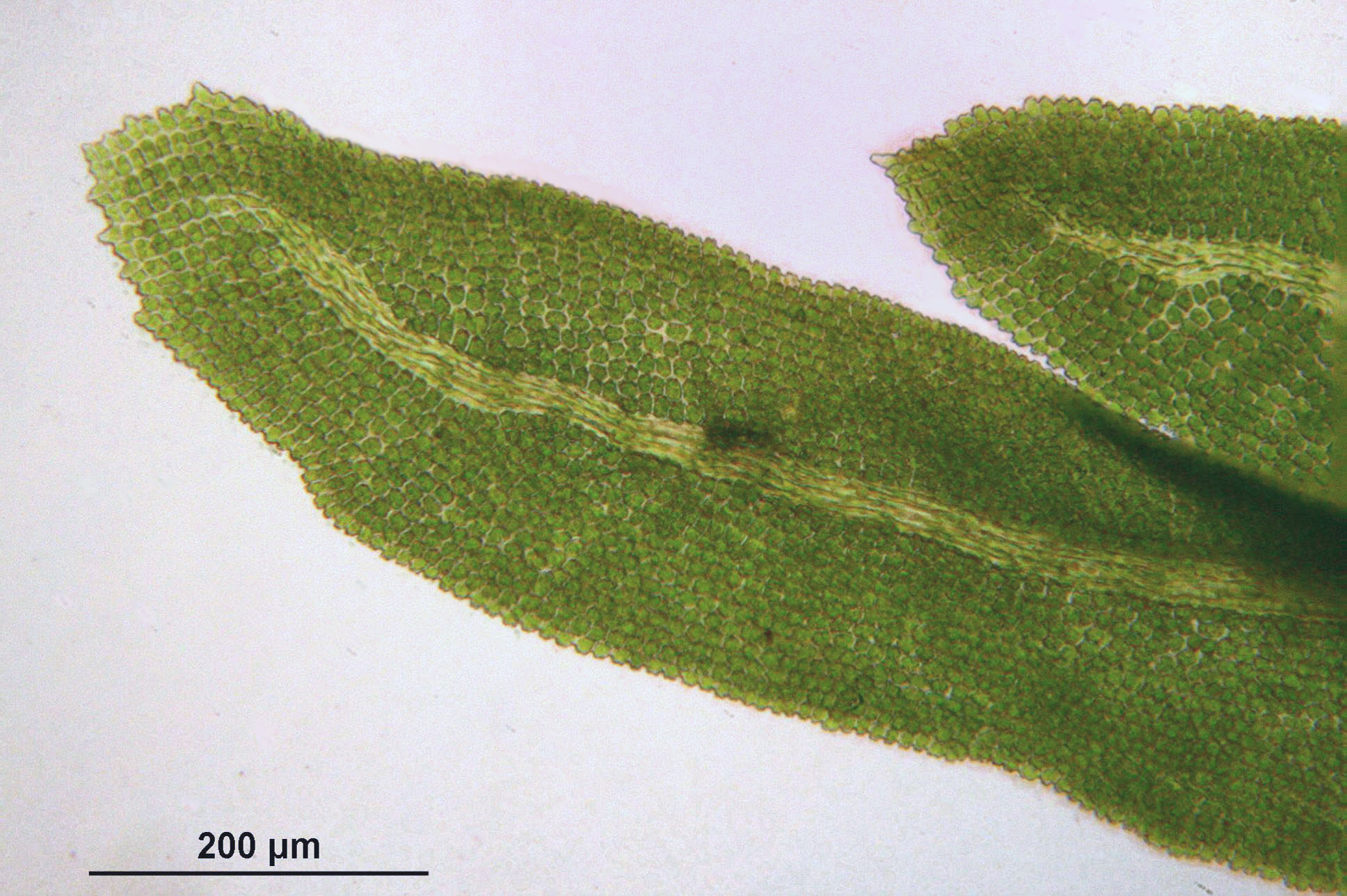
Bladcellen bladtop
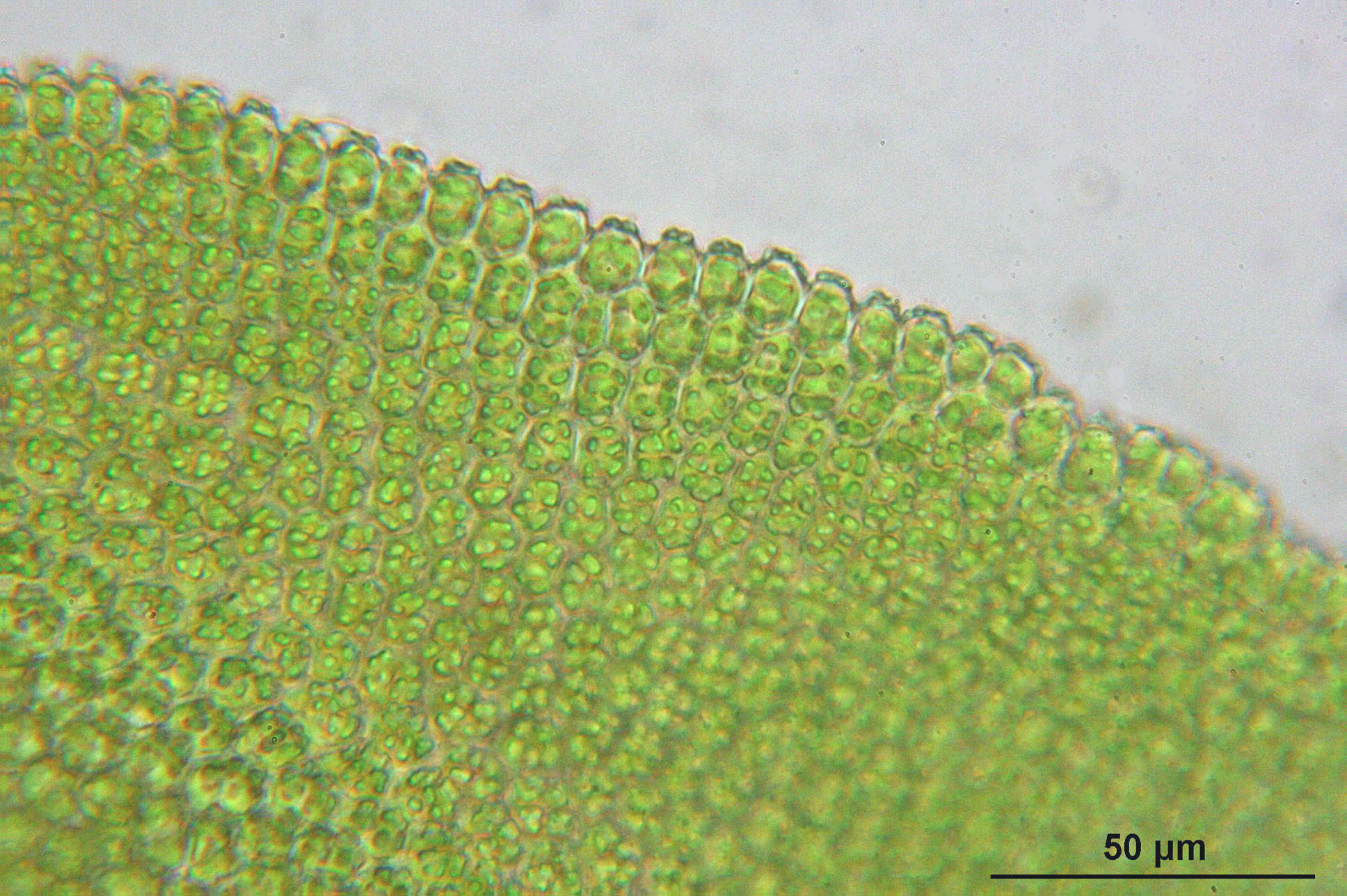
Bladcellen
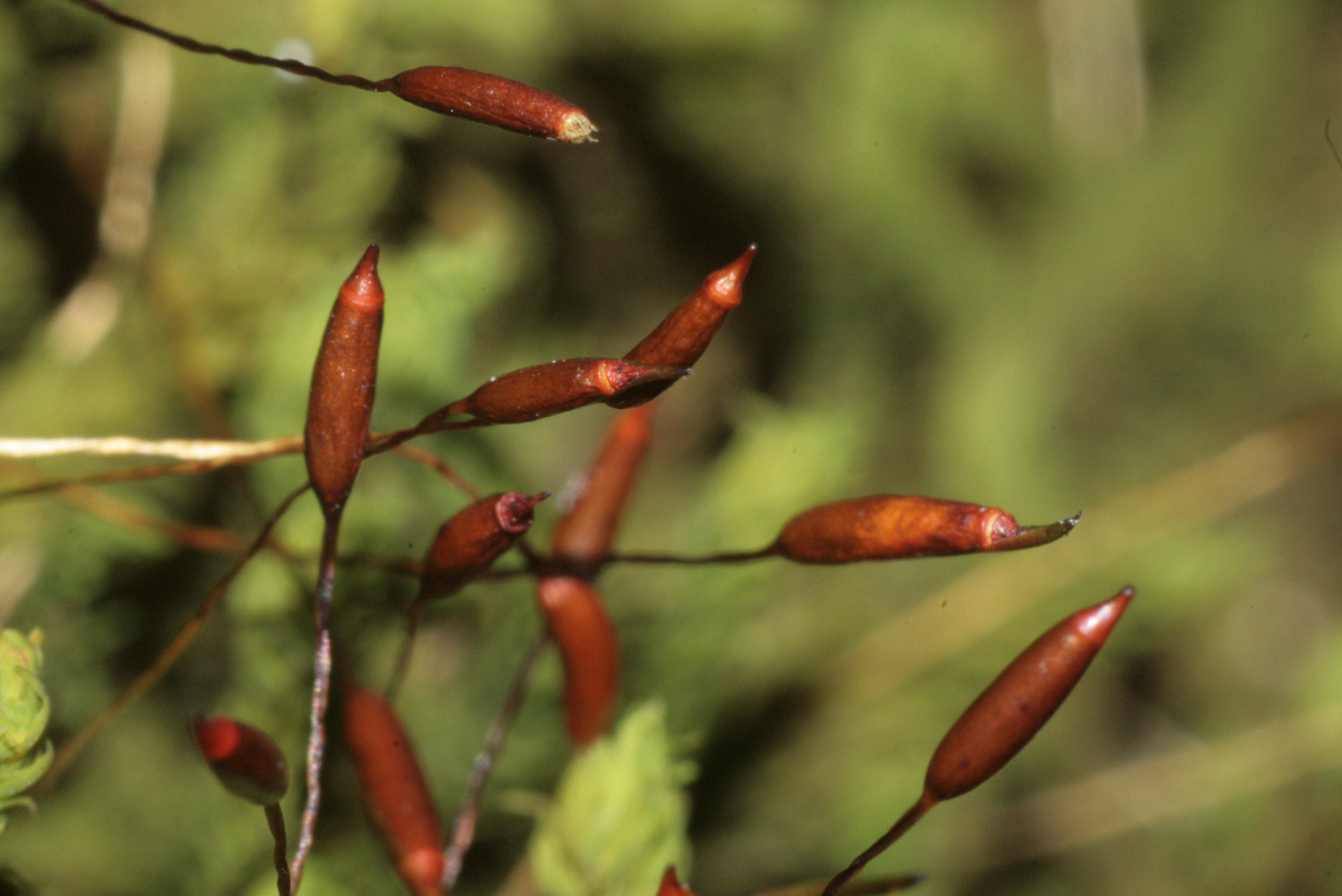
Sporenkapsels
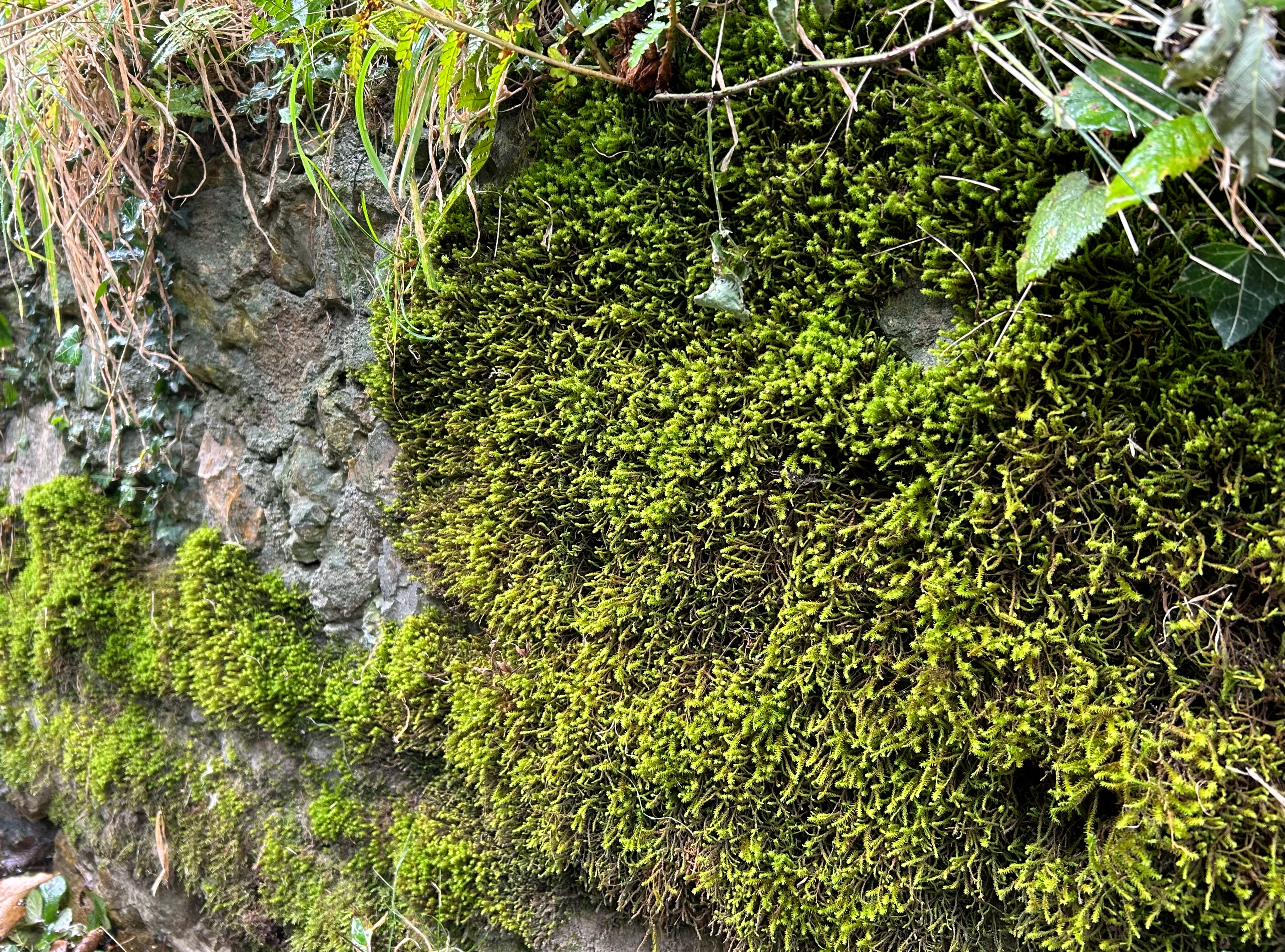
Groot touwtjesmos op steen